# Анта
Анта је у грчкој митологији била нимфа.

## Митологија
Била је једна од Алкионида, кћерки гиганта Алкионеја. Њено име у преводу означава цвет. Била је епонимна хероина града Антемоса у тракијском Керсонесу на северу Грчке.